# Meurthe-et-Moselle
Meurthe-et-Moselle ( fransk udtale ?) er et fransk departement i regionen Lorraine. Hovedbyen er Nancy, og departementet har 713.779 indbyggere (1999).
Der er 4 arrondissementer, 23 kantoner og 592 kommuner i Meurthe-et-Moselle.
- Wikimedia Commons har flere filer relateret til Meurthe-et-Moselle

48°40′N 6°10′Ø / 48.67°N 6.17°Ø